# Otome Road

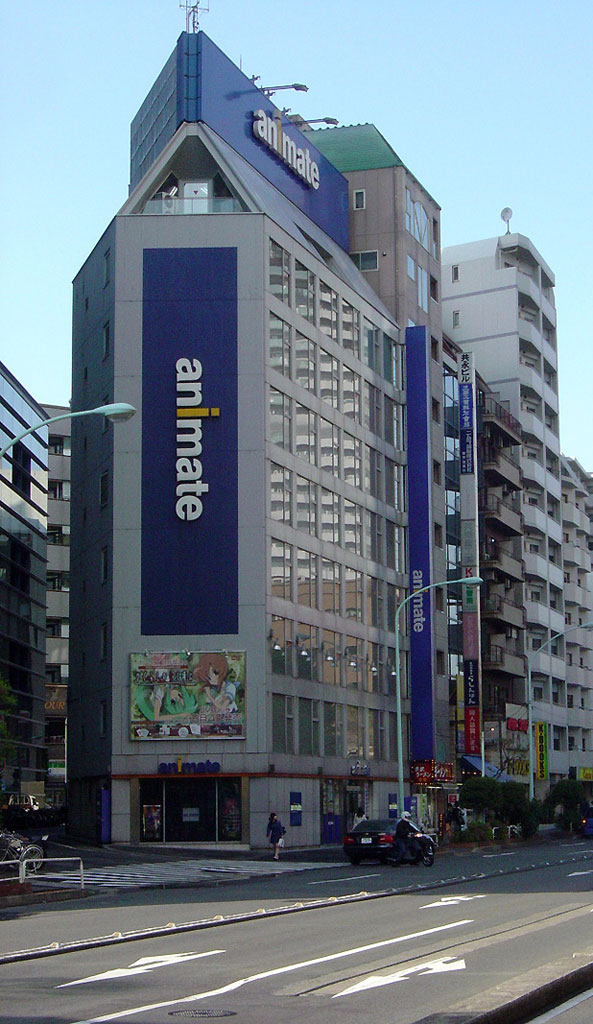
Cafetería animate en Ikebukuro, un punto de encuentro importante en Otome road.

Otome Road (乙女ロード Otome Rōdo?, "Maiden Road") es el nombre dado al área de Ikebukuro, Tokio, Japón que es un centro cultural y comercial de anime y manga dirigido a mujeres. El área es a veces conocida como Fujoshi Street, en referencia al nombre dado a las aficionados del yaoi.

## Geografía
Otome Road está localizado al oeste inmediato de, Sunshine City cerca a la Estación de Ikebukuro. Bordeando la Autopista Shuto, sus fronteras son aproximadamente definidas alrededor de la Cafetería Animate de Ikebukuro hasta la tienda de Cosplay K-books. Muchas otras tiendas dirigidas a las mujeres están localizadas en el oeste más cercano en Ikebukuro, principalmente concentradas alrededor de la Flagship Animate store. Como la Otome Road es sólo un área pequeña de un distrito comercial más grande, no tiene clientes frecuentes que andén alrededor en cosplay, y no es inmediatamente distinguible de otras calles.

## Historia
Ikebukuro ha sido un destino para los otakus desde la década de los ochenta, con las atracciones notables siendo una rama de la tienda Animate y convenciones de dōjinshi como Comic Revolution (ahora descontinuado) y Creation, ambos con sede en Sunshine city. Estas tiendas y las convenciones estaban generalmente centradas en audiencias generales; el área no cambiaría de enfoque en las clientes femeninas hasta el año 2000, siguiendo una renovación de Animate que cambió los productos de su tienda para apelar a aquella demografía. Aquel mismo año, K-Books en Ikebukuro cambió sus ofertas de producto para especializarse en dōjinshi dirigidos a las mujeres.
El término "Otome Road" fue utilizado por primera vez en mayo del 2004 en un número de la revista Puff. El área obtuvo mayor visibilidad a partir del año 2005 con la película Densha Otoko, el cual presentó a Otome Road como el equivalente femenino a Akihabara, otra ubicación popular para la subcultura otaku.

## Ubicaciones notables
Toranoana y Mandarake ambos tienen tiendas operando ubicadas en Otome Road que se especializan en productos enfocados a las mujeres. En 2005, un butler café abrió en Otome Road.
Otome Road además ofrece bienes de casa múltiple, cosméticos, y tiendas de ropa, particularmente tiendas especializadas en moda otome-kei.